# Comuna Barban, Istria
Barban este o comună în cantonul Istria, Croația, având o populație de 2.721 de locuitori (2011).

## Demografie
Componența etnică a comunei Barban
     Croați (75,23%)
     Necunoscut (0,51%)
     Neclasificat (23,74%)
Componența confesională a comunei Barban
     Catolici (93,27%)
     Fără religie și atei (3,79%)
     Necunoscută (1,36%)
     Alte religii (1,58%)
Conform recensământului din 2011, comuna Barban avea 2.721 de locuitori. Din punct de vedere etnic, majoritatea locuitorilor (75,23%) erau croați, cu o minoritate de afiliați religios (22,34%). Apartenența etnică nu este cunoscută în cazul a 0,51% din locuitori. Din punct de vedere confesional, majoritatea locuitorilor (93,27%) erau catolici, cu o minoritate de persoane fără religie și atei (3,79%). Pentru 1,36% din locuitori nu este cunoscută apartenența confesională.